# 片対数グラフ

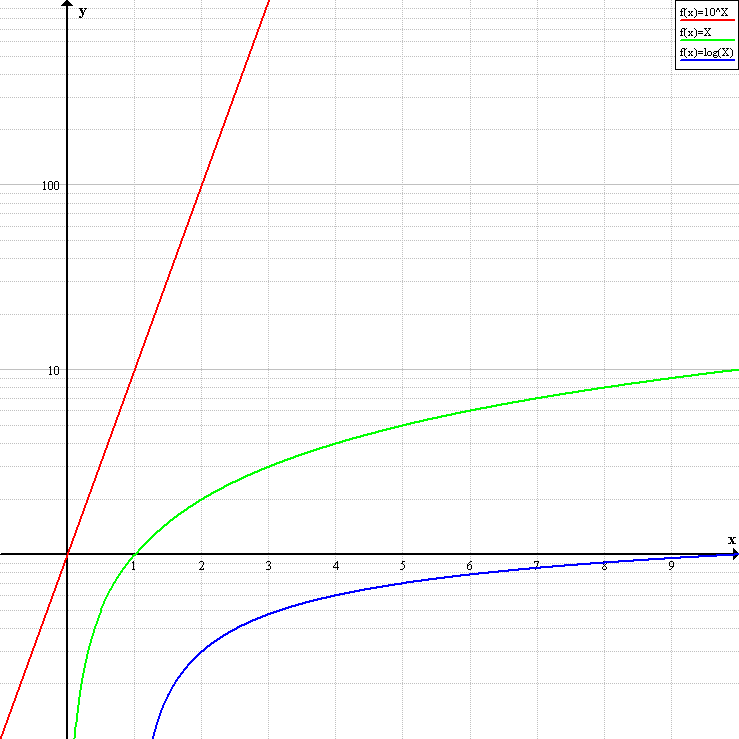
片対数グラフの例
（赤線）が直線になっていること、対数目盛であるy軸の数値の取り方に注意

片対数グラフ（かたたいすうぐらふ、semilog graph）とは、グラフの一方の軸が対数スケール（縦を対数スケールとすることが多い）になっているグラフである。極端に範囲の広いデータを扱える。通常の目盛（線形スケール）の軸を範囲の狭いデータに、対数スケールの軸は極端に範囲の広いデータ用にする。

## 指数関数
指数関数 {\displaystyle y=a^{bx+c}}（{\displaystyle a} は正の定数、{\displaystyle b,c} は定数）の両辺の常用対数を取ると {\displaystyle \log y=bx\log a\ +c\log a}となる。そこで横軸を通常の目盛りに、縦軸を対数目盛にすると、グラフが直線（傾き {\displaystyle b\log a}, y-切片 {\displaystyle c\log a} の一次関数）になる。

## 利用例
両対数グラフ同様、乗数の値を決定するのに有効である。化学ではアレニウスプロットによって活性化エネルギーが求められる。